# ريكاردو جانوتا
ريكاردو جانوتا (بالبرتغالية: Ricardo Baleia Janota‏) (10 مارس 1987 في البرتغال - ) هو لاعب كرة قدم برتغالي في مركز حراسة المرمى. شارك مع منتخب البرتغال تحت 16 سنة لكرة القدم ومنتخب البرتغال تحت 17 سنة لكرة القدم ومنتخب البرتغال تحت 18 سنة لكرة القدم ومنتخب البرتغال تحت 19 سنة لكرة القدم. أما مع النوادي، فقد لعب مع أتليتيكو كلوب دي برتغال وإستريلا دا أمادورا ومافرا ونادي بنفيكا وديسبورتيفو تروفينسي وAcadémico de Viseu F.C. ‏ وأورينتال دي لشبونة ‏ وS.L. Benfica B ‏ وEstrela de Vendas Novas ‏.

## وصلات خارجية
- ريكاردو جانوتا على موقع قاعدة بيانات كرة القدم.إي يو (الإنجليزية)
- ريكاردو جانوتا على موقع AS.com (الإسبانية)